# 1989年の日本公開映画
- 映画 > 映画の一覧 > 年度別日本公開映画 > 1989年の日本公開映画
- 映画 > 1989年の映画 > 1989年の日本公開映画

1989年の日本公開映画（1989ねんのにほんこうかいえいが）では、1989年（昭和64年/平成元年）1月1日から同年12月31日までに日本で商業公開された映画の一覧を記載。作品名の右の丸括弧内は製作国を示す。
記載の凡例については年度別日本公開映画#凡例を参照

## 作品一覧

### 1月
- 6日
  - ストリート・オブ・クロコダイル ( イギリス)
- 7日
  - ジーグフェルド・フォリーズ（ アメリカ合衆国）[1]
  - スティッキー・フィンガーズ（ アメリカ合衆国）
  - MARLENE/マレーネ ( 西ドイツ)
- 14日
  - アステカ・アドベンチャー/宇宙の秘宝 ( イタリア)
  - 将軍家光の乱心 激突 ( 日本)
  - 丹波哲郎の大霊界 死んだらどうなる ( 日本)
  - チャイニーズ・ゴースト・ストーリー（ イギリス領香港）
  - ドン・コルレオーネの娘/禁断 ( フランス)
  - ランジェリー・モデル/危険な戯れ ( イタリア)
  - 尼僧の背徳 ( イタリア)
- 20日
  - 死にゆく者への祈り ( イギリス)
  - バイ・バイ・ベイビー( イタリア)
- 21日
  - イマジン/ジョン・レノン（ アメリカ合衆国）
  - 危険な場所で（ アメリカ合衆国）
  - 恐怖への旅（ アメリカ合衆国）
  - スウィートホーム（ 日本）
  - ブロブ/宇宙からの不明物体 （ アメリカ合衆国）
  - 復讐のハイウェイ（ アメリカ合衆国）
  - ライトハンド・マン/禁じられた抱擁 ( オーストラリア)
- 27日
  - 紅いコーリャン（ 中国）
  - バチカンの嵐 ( アメリカ合衆国)
- 28日
  - 怒りの裁き ( アメリカ合衆国/ カナダ)
  - ウラジミール・レーニンの想い出 ( ソビエト連邦/ ポーランド)
  - キスより簡単（ 日本）
  - グラマー( フランス)
  - 最後の誘惑（ アメリカ合衆国）
  - サンドイッチの年( フランス)
  - ゼイリブ（ アメリカ合衆国）
  - ゾンビ・コップ（ アメリカ合衆国）
  - トップ・モデル/魔性の女（ イタリア）
  - 文学賞殺人事件 大いなる助走（ 日本）
  - 右側に気をつけろ ( フランス)
  - U2/魂の叫び（ アメリカ合衆国）
  - レッド・スコルピオン ( アメリカ合衆国/ 南アフリカ共和国/ ナミビア)
  - モンド・ニューヨーク（ アメリカ合衆国）
- 31日
  - 愛する者の名において ( フランス)

### 2月
- 4日
  - 女トラッカー 甘い爆走 ( イタリア)
  - キラー・マニア/殺人遊戯（ フランス）
  - 座頭市（ 日本）
  - ジュリエット・ゲーム（ 日本）
  - ダイ・ハード（ アメリカ合衆国）
  - パスカリの島（ イギリス）
  - ベイビー・ブルース ( フランス)
  - マタドール〈闘牛士〉・炎のレクイエム( スペイン)
- 11日
  - アクション・ジャクソン/大都会最前線（ アメリカ合衆国）
  - オペラ座/血の喝采 ( イタリア)
  - カーフュー/戦慄の脱獄囚（ アメリカ合衆国）
  - ショート・サーキット2 がんばれ!ジョニー5（ アメリカ合衆国）
  - スミス夫妻（ アメリカ合衆国）
  - ダブルトリック/謎のアリバイを追え!（ アメリカ合衆国）
  - モンキー・シャイン（ アメリカ合衆国）
- 18日
  - 結婚の条件（ アメリカ合衆国）
  - 告発の行方（ アメリカ合衆国）
  - 国境のバラード ( オーストラリア)
  - トスカニーニ ( イタリア/ フランス)
  - ドン・ジョヴァンニ ( フランス/ イタリア/ 西ドイツ)
  - バベットの晩餐会 ( デンマーク)
  - ピカソ・トリガー/殺しのコード・ネーム（ アメリカ合衆国）
  - ベルナルダ・アルバの家 ( スペイン)
  - 螢（ 日本）
- 24日
  - 首だけの情事( イタリア)
  - 青春の形見 ( イタリア)
- 25日
  - アメリカの惨劇/188人を私刑した男（ アメリカ合衆国）
  - アメリカン・ゴシック（ イギリス）
  - サベージ・バイオレンス/野獣襲撃（ アメリカ合衆国）
  - 人生は長く静かな河 ( フランス)
  - チャイニーズ・ゴースト・バスターズ ( イギリス領香港)
  - ニューヨーク・ベイサイド物語（ アメリカ合衆国）
  - プリンス/サイン・オブ・ザ・タイムス（ アメリカ合衆国）
  - ヘルレイザー2 （ アメリカ合衆国/ イギリス）
  - レインマン（ アメリカ合衆国）
  - ロブ・ロウの おかしなおかしな探偵物語（ アメリカ合衆国）
  - 官能と背徳の谷間（ アメリカ合衆国）
  - ゴーストインフェルノ（ アメリカ合衆国）
- 27日
  - 肉体と財産 ( フランス)

### 3月
- 1日
  - ザ・キュアー/イン・オランジュ( イギリス)
- 4日
  - ミシシッピー・バーニング（ アメリカ合衆国）
  - リトルフットの大冒険/謎の恐竜大陸 ( アメリカ合衆国/ アイルランド・アニメ)
  - エイプマンひとりぼっち( アメリカ合衆国)
  - 風の惑星/スリップストリーム( イギリス)
  - DIESEL/ディーゼル ( フランス)
  - 死への逃避行 ( フランス)
  - インクアイリー/審問 ( イタリア)
  - バグダッド・カフェ ( 西ドイツ)
- 11日
  - ルーカスの初恋メモリー ( アメリカ合衆国)
  - ピックアップ・アーチスト ( アメリカ合衆国)
  - ザ・メタルイヤーズ ( アメリカ合衆国)
  - 数に溺れて ( イギリス)
  - 金持ちを喰いちぎれ( イギリス)
  - ダイアン・レイン/愛にふるえて ( イタリア)
  - Mr.レディの私の男を女にして ( イタリア)
  - 罠/ブルーム事件 ( 東ドイツ)
  - ジョーカー/復讐の切り札( 西ドイツ)
  - ブレードチェイサー（ オーストラリア）
  - ガンダーラ ( フランス・アニメ)
  - オルゴール（ 日本）
  - 風の又三郎 ガラスのマント（ 日本）
  - 宇宙皇子（ 日本・アニメ）
  - ファイブスター物語（ 日本・アニメ）
  - ドラえもん のび太の日本誕生（ 日本・アニメ）
  - ドラミちゃん ミニドラSOS!!!（ 日本・アニメ）
  - それいけ!アンパンマン キラキラ星の涙（ 日本・アニメ）
  - ロボタン（ 日本・アニメ）
  - おねがい! サミアどん（ 日本・アニメ）
  - アニメ三銃士 アラミスの冒険（ 日本・アニメ）
  - ヴイナス戦記（ 日本・アニメ）
- 16日
  - HARE TO KE ( 西ドイツ)
- 17日
  - ビッグ・タイム ( アメリカ合衆国)
- 18日
  - D.O.A. ( アメリカ合衆国)
  - 悪霊 ( フランス)
  - タルコフスキー・ファイルin「サクリファイス」 ( スウェーデン)
  - ロボフォース 鉄甲無敵マリア ( イギリス領香港)
  - 新桃太郎3/聖魔大戦 ( イギリス領香港)
  - 東映まんがまつり
    - ひみつのアッコちゃん（ 日本・アニメ）
    - おそ松くん（ 日本・アニメ）
    - 聖闘士星矢 最終聖戦の戦士たち（ 日本・アニメ）
    - 高速戦隊ターボレンジャー（ 日本）

  - 超神伝説うろつき童子（ 日本・アニメ）
- 24日
  - ミッドナイト・クロッシング( アメリカ合衆国)
- 25日
  - カクテル ( アメリカ合衆国)
  - バット★21 ( アメリカ合衆国)
  - メタル・ブルー( カナダ/ イスラエル)
  - フレッシュイーター/ゾンビ群団( アメリカ合衆国)
  - ヘル・ゴースト/悪魔のスケアクロウ( アメリカ合衆国)
  - 戦争の荒鷲 ウォー・バーズ ( アメリカ合衆国)
  - リビング・オン・TOKYO・タイム( アメリカ合衆国)
  - スール/その先は……愛 ( フランス/ アルゼンチン)
  - スウィート・ムービー ( フランス/ 西ドイツ/ カナダ)
  - ファントム・ソルジャー( イタリア)
  - 我が友イワン・ラプシン ( ソビエト連邦)
  - スターライト・ホテル ( オーストラリア/ ニュージーランド)
  - バナナシュート裁判 ( 日本)
- 31日
  - バード ( アメリカ合衆国)

### 4月
- 1日
  - 悪魔の帝国/シンジケート・ブレイク ( アメリカ合衆国)
  - アバンチ・ポポロ ( イスラエル)
  - バンパイア・イン・ベニス ( イタリア)
  - ヘアスプレー ( アメリカ合衆国)
  - ペテン師とサギ師/だまされてリビエラ ( アメリカ合衆国)
- 7日
  - 大丈夫日記 ( イギリス領香港)
- 8日
  - ウイザード ( ニュージーランド/ オーストラリア)
  - 極道の妻たち 三代目姐（ 日本）
  - 仁義なき街( イタリア)
  - 新ポリスアカデミー/バトルロイヤル ( アメリカ合衆国)
  - せんせい（ 日本）
  - タルコフスキー・ファイルin「ノスタルジア」 ( イタリア)
  - バイ・バイ・ベトナム ( イタリア)
  - マイアミ・コップス ( イタリア)
  - マイク・ザ・ウィザード ( アメリカ合衆国)
  - マッド・キラー/鮮血のしぶき ( アメリカ合衆国)
  - 満月のくちづけ（ 日本）
  - モダーンズ ( アメリカ合衆国)
  - ワックス・ワーク ( アメリカ合衆国)
  - ワンダとダイヤと優しい奴ら ( アメリカ合衆国)
  - エンジェル・ミッション 戦場のショーガール ( イタリア)
- 15日
  - 愛は霧のかなたに( アメリカ合衆国)
  - 春来る鬼（ 日本）
  - 冬物語（ 日本）
  - 魅せられたる三夜 ( ベルギー)
  - モンテネグロ ( スウェーデン/ イギリス)
  - YAWARA!（ 日本）
  - レス・ザン・ゼロ ( アメリカ合衆国)
- 21日
  - ミスター・ノース/風をはこんだ男 ( アメリカ合衆国)
- 22日
  - 熱き愛に時は流れて ( アメリカ合衆国)
  - エルム街の悪夢4 ザ・ドリームマスター 最後の反撃（ アメリカ合衆国）
  - カンフーキッド・続集 ( 台湾)
  - 呪いの迷宮/ラビリンス・イン・ザ・ダーク ( イタリア)
  - 裸の銃を持つ男 ( アメリカ合衆国)
  - バンパイア 最後の晩餐 ( イタリア)
  - もっともあぶない刑事（ 日本）
- 24日
  - 摩天楼に抱かれて( アメリカ合衆国)
- 28日
  - 上海ブルース（ イギリス領香港）
- 29日
  - ウルトラマンUSA（ 日本/ アメリカ合衆国・アニメ）
  - エル・ドラド ( スペイン/ フランス/ イタリア)
  - 革命前夜 ( イタリア)
  - GREEN BOY グリーンボーイ（ 日本）
  - 子供たちの王様 ( 中国)
  - WR:オルガニズムの神秘 ( 西ドイツ/ ユーゴスラビア)
  - ドラキュラ・ウィドー ( アメリカ合衆国)
  - 長く熱い夜( アメリカ合衆国)
  - なまいきシャルロット ( フランス)
  - ブレンダ・スター（ アメリカ合衆国）
  - ホームボーイ( アメリカ合衆国)
  - 星に願いを ( アメリカ合衆国)

### 5月
- 3日
  - ザ・フライ2 二世誕生 ( アメリカ合衆国)
  - 善人の条件（ 日本）
- 5日
  - ソフィー/遅すぎた出逢い ( フランス)
- 6日
  - ジャングルウルフ2/復讐の一匹狼 ( アメリカ合衆国)
  - 砂漠の戦士/テロ・ファイター ( アメリカ合衆国)
- 13日
  - リバイアサン ( アメリカ合衆国)
  - ザ・デプス ( アメリカ合衆国)
  - 乙女座殺人事件 ( アメリカ合衆国)
  - ガリレアの婚礼 ( フランス/ ベルギー)
  - 黒い雨（ 日本）
  - マイフェニックス（ 日本）
  - 桜の樹の下で（ 日本）
- 20日
  - チャイルド・プレイ ( アメリカ合衆国)
  - ワーキング・ガール ( アメリカ合衆国)
  - 君がいた夏 ( アメリカ合衆国)
  - スウィート・ライズ ( アメリカ合衆国)
  - プロミスト・ランド/青春の絆 ( アメリカ合衆国)
  - ロス女刑事/危険な罠 ( アメリカ合衆国)
  - ジグソー殺人事件 へび肌の女を追え ( アメリカ合衆国)
  - エマニエル カリブの熱い夜 ( フランス)
  - 情事の報酬 ( イタリア)
  - 背徳の火遊び ( イタリア)
  - 孫文 ( 中国)
- 22日
  - 悪魔 ( ポーランド)
- 27日
  - メイド・イン・ヘブン ( アメリカ合衆国)
  - ハート・オブ・ミッドナイト ( アメリカ合衆国)
  - 運転免許証( アメリカ合衆国)
  - トーク・レディオ( アメリカ合衆国)
  - アトランティック・シティ ( フランス/ カナダ)
  - フェアーゲーム( イタリア)
  - 鍵 ( イタリア/ フランス)
- 29日
  - 1969 ( アメリカ合衆国)
- 30日
  - アンゲロス ( ギリシャ)

### 6月
- 1日
  - ジャック・ジョンソン（ アメリカ合衆国）
- 2日
  - 孤独のヒーロー/タフィン ( イギリス)
- 3日
  - エイリアン・ネイション（ アメリカ合衆国）
  - キャノンボール/新しき挑戦者たち（ カナダ）
  - 飼育の部屋( フランス)
  - 花嫁はエイリアン（ アメリカ合衆国）
  - ハリマオ（ 日本）
  - 不倫への招待 ( 韓国/ フランス)
  - 舞姫（ 日本）
  - マンハッタン・ミステリー/消えた黒い箱（ アメリカ合衆国）
  - 潤の街（ 日本）
  - リベンジャー/殺しの特訓（ アメリカ合衆国）
  - レプリコップ/未来刑事 ( イタリア)
- 9日
  - Aサインデイズ（ 日本）
- 10日
  - 青い挑発 ( イタリア)
  - 彼女が水着にきがえたら（ 日本）
  - ギルダ/暗黒街の情婦　( イタリア)
  - コクーン2/遥かなる地球（ アメリカ合衆国）
  - 社葬（ 日本）
  - 戦慄の絆 ( カナダ)
  - 囚われの美女 ( フランス)
  - ファンタズムII（ アメリカ合衆国）
  - ヘイ・バブリバ ( ユーゴスラビア)
- 12日
  - サンダーブラスト 地上最強の戦車（ アメリカ合衆国）
- 16日
  - 蒼い牙（ アメリカ合衆国）
- 17日
  - シティーハンター 愛と宿命のマグナム（ 日本・アニメ）
  - ショコラ ( フランス/ 西ドイツ)
  - 東京画 ( 西ドイツ/ アメリカ合衆国)
  - 特攻大戦略/コードネーム・フラッシュ ( イギリス領香港/ 中国)
  - 226（ 日本）
  - バイオレンス・ハンター/黄金の謎 ( イタリア)
  - 密室の渇き ( フランス)
  - インモラル 獲物 ( フランス)
- 19日
  - アベル ( オランダ)
  - ハイシーズン ( イギリス)
  - レンブラント ( オランダ)
- 24日
  - スター・トレック5 新たなる未知へ（ アメリカ合衆国）
  - 千羽づる（ 日本）
  - タップ（ アメリカ合衆国）
  - バロン ( イギリス/ 西ドイツ)
  - 不思議惑星キン・ザ・ザ ( ソビエト連邦)
  - ブルーム ( イギリス)
  - ペレ ( デンマーク/ スウェーデン)
  - メジャーリーグ（ アメリカ合衆国）
  - 夢の祭り（ 日本）
  - 私の中のもうひとりの私（ アメリカ合衆国）
- 27日
  - 軌道からの帰還( ソビエト連邦)
  - 火を噴く惑星 ( ソビエト連邦)
- 28日
  - 生きるべきか死ぬべきか（ アメリカ合衆国）
- 30日
  - エバンス博士の沈黙 ( ソビエト連邦)
  - サバンナからの風/冒犬ジョック物語（ アメリカ合衆国）
  - テイル・オブ・ワンダー ( ソビエト連邦/ チェコスロバキア/ ルーマニア)

### 7月
- 1日
  - 愛の化身 ( フランス)
  - AFTERNOON/昼下がりの情事 ( イタリア)
  - エクソシストの謎 ( イタリア)
  - 男たちの挽歌 II ( イギリス領香港)
  - 女は娼婦 ( イタリア)
  - 孔雀王2 幻影城（ 日本・アニメ）
  - CODE90/愛欲指令 ( イタリア)
  - TSUGARU 津軽（ 日本）
  - 鉄男（ 日本）
  - ハンドフル・オブ・ダスト ( イギリス)
  - 女狐の欲望 ( イタリア/ スペイン)
  - 幻の城/バイロンとシェリー ( イギリス/ スペイン/ ノルウェー)
- 6日
  - ストーミー・マンディ ( イギリス/ アメリカ合衆国)
- 8日
  - 愛と平成の色男（ 日本）
  - 危ない話（ 日本）
  - インディ・ジョーンズ/最後の聖戦（ アメリカ合衆国）
  - 子供たちの城 ( デンマーク)
  - バカヤロー!2 幸せになりたい。（ 日本）
- 10日
  - X指定 ( アメリカ合衆国)
  - 真夜中にコール・ミー（ アメリカ合衆国）
- 14日
  - 天菩薩 ( 中国)
- 15日
  - 青い体験/誘われて ( イタリア/ フランス)
  - 蒼い本能( イタリア)
  - 赤毛のアン ( カナダ/ 西ドイツ/ アメリカ合衆国)
  - 悪魔の教団 レッド・モンクス ( イタリア)
  - 怒りの戦士/スーパー・コマンダー( イタリア)
  - 機動警察パトレイバー the Movie（ 日本・アニメ）
  - 機動戦士SDガンダムの逆襲（ 日本・アニメ）
  - 子熊物語 ( フランス)
  - 東映まんがまつり
    - 悪魔くん（ 日本・アニメ）
    - 機動刑事ジバン（ 日本）
    - ドラゴンボールZ（ 日本・アニメ）
    - ひみつのアッコちゃん 海だ!おばけだ!!夏祭り（ 日本・アニメ）

  - NEMO/ニモ（ 日本 /  アメリカ合衆国・アニメ）
  - ミランダ 悪魔の香り ( イタリア)
  - レイジング・サンダー ( イギリス領香港)
  - ロック・ホラー・ベイビー/死霊の子守唄（ アメリカ合衆国）
- 17日
  - バビロン・愛欲の予言 ( ギリシャ)
- 21日
  - 夏に抱かれて ( フランス)
- 22日
  - 悪魔の毒々モンスター 東京へ行く（ アメリカ合衆国）
  - オリビアちゃんの大冒険 ( アメリカ合衆国)
  - ガンヘッド（ 日本）
  - キキとララの青い鳥（ 日本・アニメ）
  - 殺人に関する短いフィルム ( ポーランド)
  - ツイスト&シャウト ( デンマーク)
  - トラック29 ( イギリス)
  - ハローキティのシンデレラ（ 日本・アニメ）
  - マイメロディの赤ずきん（ 日本・アニメ）
  - メイフィールドの怪人たち （ アメリカ合衆国）
- 23日
  - アリス ( チェコスロバキア/  スイス/  イギリス/  西ドイツ)
- 24日
  - 赤いカラスと幽霊船（ 日本）
- 25日
  - 清朝皇帝 第一部:紅花党の反乱 第二部:シルクロードの王女・香妃 ( イギリス領香港/ 中国)
- 28日
  - クルーソー（ アメリカ合衆国）
- 29日
  - エルヴァイラ（ アメリカ合衆国）
  - クレールの膝 ( フランス)
  - コーヒー&シガレット ( アメリカ合衆国)
  - コイサンマン ( 南アフリカ共和国/ ボツワナ)
  - サマーストーリー ( イギリス)
  - ショットガン・ポリス（ アメリカ合衆国）
  - スリープウォーク ( アメリカ合衆国/ 西ドイツ)
  - チャイナタウン・ウォリアーズ ( イギリス領香港)
  - 走れジュリー（ 日本）
  - 魔女の宅急便（ 日本・アニメ）
  - ラ・マスケラ( イタリア)
  - レネットとミラベル/四つの冒険 ( フランス)

### 8月
- 5日
  - エリオット・バーンズの帰還 （ アメリカ合衆国）
  - ツインズ（ アメリカ合衆国）
  - 白い炎の女 ( イギリス)
  - ヴァージン・スピリト ( フランス)
  - イタリア不思議旅 ( イタリア)
  - わが父/パードレ・ヌエストロ ( スペイン)
  - 男はつらいよ 寅次郎心の旅路（ 日本）
  - 夢見通りの人々（ 日本）
- 11日
  - デッド・リミット （ アメリカ合衆国）
- 12日
  - 殺しのナイフ/ジャック・ザ・リッパー （ アメリカ合衆国）
  - レイプ・トラップ/追いつめられた女 （ アメリカ合衆国）
  - 殺人マシーン/デストロイヤー （ アメリカ合衆国）
  - チェド ( セネガル)
  - 奇蹟/ミラクル ( イギリス領香港)
  - その男、凶暴につき（ 日本）
  - 右曲がりのダンディー（ 日本）
  - 六本木バナナ・ボーイズ（ 日本）
- 19日
  - ペット・セメタリー（ アメリカ合衆国）
  - バイバイ・モンキー/コーネリアスの夢 ( イタリア)
- 24日
  - ブルーウォーターで乾杯 （ アメリカ合衆国）
- 25日
  - ひと月の夏 ( イギリス)
- 26日
  - バニシング・チェイス（ アメリカ合衆国）
  - 汚れなき瞳の中に（ アメリカ合衆国）
  - アメリカン・ルーレット ( イギリス)
  - 仮面の中のアリア ( ベルギー)
  - ポインツマン ( オランダ)
  - 霊幻道士完結篇 最後の霊戦 ( イギリス領香港)
  - どっちにするの。（ 日本）

### 9月
- 1日
  - 傷つけるほど愛して（ スペイン）
- 2日
  - マスターズ/超空の覇者（ アメリカ合衆国）
  - 9thデスフェイス/死霊のささやき（ アメリカ合衆国）
  - 13日の金曜日PART8/ジェイソンN.Y.へ（ アメリカ合衆国）
  - ハードカバー/黒衣の使者（ アメリカ合衆国）
  - テープヘッズ（ アメリカ合衆国）
  - レインボウ ( イギリス)
  - アパートメント・ゼロ（ イギリス）
  - 生き残った者の掟 ( フランス)
  - サバス ( イタリア/ フランス)
  - あめりかてらいんこぐにた ( ベネズエラ)
  - シティー・オブ・フューリー ( イギリス領香港)
- 3日
  - 遠い日の家族 ( フランス)
  - パガニーニ ( イタリア)
  - サイゴン野獣刑事（ イタリア）
- 6日
  - ニューヨーク・ストーリー（ アメリカ合衆国）
- 9日
  - サイバーロボ ( イタリア)
  - グッドバイ（ 日本）
  - 悲しきヒットマン（ 日本）
  - 宇宙へのフロンティア（ アメリカ合衆国）
- 15日
  - フォエバー・フレンズ（ アメリカ合衆国）
  - プランケット城への招待状 ( イギリス/ アメリカ合衆国)
  - ジキルとハイド（ イギリス/ フランス）
  - 読書する女 ( フランス)
  - 誰かがあなたを愛してる（ イギリス領香港）
  - 帝都大戦（ 日本）
  - 開港風雲録 YOUNG JAPAN （ 日本）
  - 砂の上のロビンソン（ 日本）
  - 利休（ 日本）
- 16日
  - 3人の逃亡者（ アメリカ合衆国）
  - ザ・ボーグマン ラストバトル（ 日本・アニメ）
- 22日
  - アウトライダー（ アメリカ合衆国）
  - キャル ( イギリス)
- 23日
  - 危険な関係（ アメリカ合衆国）
  - ロードハウス/孤独の街 ( アメリカ合衆国)
  - 悪魔のドロドロ人間（ アメリカ合衆国）
  - ベスト・コップ（ アメリカ合衆国）
  - ロック・イン・ブルックリン（ アメリカ合衆国）
  - ジプシー/風たちの叫び ( イギリス)
  - スチューデント ( フランス/ イタリア)
  - キリング・バード ( イタリア)
  - 不倫体験 ( ユーゴスラビア)
  - 天使行動 ( イギリス領香港)
  - O夫人の背徳 II ( イタリア)
- 30日
  - ワン・モア・タイム（ アメリカ合衆国）
  - バラの刻印 ( アメリカ合衆国/ オーストラリア)
  - 007 消されたライセンス（ イギリス/ アメリカ合衆国）
  - マダム・スザーツカ（ イギリス）
  - フェイスレス( フランス)
  - ヘルシンキ・ナポリ/オールナイトロング ( フィンランド)
  - バッド・テイスト ( ニュージーランド)
  - 出張（ 日本）

### 10月
- 2日
  - タンゴ・バー ( アルゼンチン/ プエルトリコ)
- 7日
  - ブラック・レイン（ アメリカ合衆国）
  - カミーユ・クローデル ( フランス)
  - マシンガン・ソルジャー/戦場の狼 ( イタリア)
  - 華麗なる殺人/死ぬには美しすぎて ( イタリア)
  - まわり道 ( 西ドイツ)
  - 神経衰弱ぎりぎりの女たち ( スペイン)
  - ミスター・デザイナー ( ソビエト連邦)
  - スネーク・ターミネーター/蛇女は2度死ぬ ( インドネシア)
  - ウンタマギルー（ 日本）
  - cfガール（ 日本）
  - 花の降る午後（ 日本）
  - 千利休 本覺坊遺文（ 日本）
- 13日
  - 傷だらけのキャデラック ( アメリカ合衆国)
- 14日
  - リーサル・ウェポン2/炎の約束 ( アメリカ合衆国)
  - ベスト・キッド3/最後の挑戦 ( アメリカ合衆国)
  - 亡霊は2度死ぬ ( アメリカ合衆国)
  - マイルズ・フロム・ホーム ( アメリカ合衆国)
  - 戦場にかける橋2/クワイ河からの生還 ( イギリス)
  - 優しく愛して ( フランス)
  - エトワール ( イタリア)
  - ザジ ZAZIE （ 日本）
  - べっぴんの町（ 日本）
- 20日
  - 幻の女 ( スイス/ フランス)
- 21日
  - 悪魔のジャンクハンター( アメリカ合衆国)
  - 変身する女 ( フランス)
  - ゲッタウェイ/狼たちの逃走  ( フランス)
  - サミー&ロージィ/それぞれの不倫 ( イギリス)
  - 白蛇伝説 ( イギリス)
  - 肉体の魔性 ( イギリス)
  - 禁断の寝室 ( スペイン)
- 27日
  - 恋する女 ( フランス)
- 28日
  - グレート・ボールズ・オブ・ファイヤー ( アメリカ合衆国)
  - バトル・ファイター ( アメリカ合衆国)
  - 偶然の旅行者 ( アメリカ合衆国)
  - ラ・ピラート ( フランス)
  - 沈黙の官能 ( イタリア)
- 29日
  - キッチン（ 日本）
  - ラッフルズホテル（ 日本）
  - 誘惑者（ 日本）

### 11月
- 3日
  - あ・うん（ 日本）
  - 偽りの晩餐 ( イタリア)
  - エッグ ( オランダ)
  - さすらい ( 西ドイツ)
  - ガンバス ( イギリス)
  - 君は僕をスキになる（ 日本）
  - ジョニー・ハンサム ( アメリカ合衆国)
  - バトルヒーター（ 日本）
  - 左側に気をつけろ ( フランス)
  - ビリー・ザ・ハスラー( イギリス)
  - ビルとテッドの大冒険( アメリカ合衆国)
  - 僕と一緒に幾日か ( フランス)
  - 巴里を追いかけて ( フランス)
- 4日
  - 怪人スワンプシング( アメリカ合衆国)
  - バスティアンとバスティエンヌ/湖畔にて( フランス)
  - ボディ・クロス/殺しは危険な香り ( オーストラリア)
  - 魔獣伝説 ザ・セラー ( アメリカ合衆国)
- 6日
  - ナポレオン生誕 ( フランス)
- 11日
  - 失われた青春 ( 中国)
  - 裏窓の女 ( イタリア)
  - エロチック・プリズン/塀の中の情事 ( イタリア)
  - 家族輪舞曲（ 日本）
  - K-9/友情に輝く星 ( アメリカ合衆国
  - クロイツェル・ソナタ ( ソビエト連邦)
  - ザ・パッケージ/暴かれた陰謀 ( アメリカ合衆国
  - スキャンダル ( イギリス)
  - 天使の接吻 ( フランス)
  - どついたるねん（ 日本）
  - ピンク・キャデラック( アメリカ合衆国)
  - マルキ・ド・サド/第三の悪徳 ( イギリス)
  - ライン・ワン ( 西ドイツ)
  - 輪廻 ( 中国)
  - 恋恋風塵（ 台湾）
- 14日
  - コールドヒート( アメリカ合衆国)
- 17日
  - 悲愴 ( イギリス/ ポーランド/ 西ドイツ)
- 18日
  - 嵐の中のイチゴたち（ 日本）
  - 想い出のマルセイユ ( フランス)
  - 神風 ( フランス)
  - はぐれ刑事純情派（ 日本）
  - バックマン家の人々 ( アメリカ合衆国)
  - ハラスのいた日々 （ 日本）
  - ハリウッド・スキャンダル/悦楽の昼と夜( アメリカ合衆国)
  - ブルーエンジェルカフェ ( イタリア)
  - 北京的西瓜（ 日本）
  - レディ! レディ READY! LADY （ 日本）
  - 検事Mr.ハー/俺が法律だ ( イギリス領香港)
  - ファイナルファイト 最後の一撃（ 日本/ イギリス領香港）
  - レディ・チャタレー ( イタリア)
- 21日
  - 狂気の代償 ( 中国)
  - ハイジャック/台湾海峡緊急指令 ( 中国)
- 22日
  - ストレート・トゥ・ヘル ( イギリス)
  - 魔女は16才 ( アメリカ合衆国)
- 23日
  - 二十世紀少年読本（ 日本）
- 25日
  - ゴーストバスターズ2 ( アメリカ合衆国)
  - ザ・ファントム/地獄のヒーロー4 ( アメリカ合衆国)
  - 三人姉妹 ( イタリア/ 西ドイツ/ フランス)
  - スキン・ディープ( アメリカ合衆国)
  - ハルムスの幻想 ( ユーゴスラビア)

### 12月
- 1日
  - ダイヤモンド・スカル ( イギリス)
  - 胡同模様 ( 中国)
  - 一人と八人 ( 中国)
  - メロデ Melodies （ 日本）
- 2日
  - バットマン（ アメリカ合衆国）
  - 私立警官トラックス（ アメリカ合衆国）
  - フランケンシュタイン/桃色病院（ アメリカ合衆国）
  - スティール・ドーン/太陽の戦士（ アメリカ合衆国）
  - ロックアップ ( アメリカ合衆国)
  - 間奏曲（ スウェーデン）
  - 嫉妬 ( 西ドイツ)
  - ヴィナーワルツ/激しくも愛に燃えて… ( オーストリア/ 西ドイツ/ 東ドイツ/ フランス)
  - セリア ( オーストラリア)
  - ギャングス/童黨 ( イギリス領香港)
  - ランジェリー （ イタリア）
- 6日
  - ムンクブローの伯爵　（ スウェーデン）
  - 六月の夜　（ スウェーデン）
- 9日
  - 恋人たちの予感 ( アメリカ合衆国)
  - バック・トゥ・ザ・フューチャー PART2（ アメリカ合衆国）
  - 遠い声、静かな暮し( イギリス)
  - メランコリー・ベビー ( フランス/ ベルギー)
  - バチ当たり修道院の最期 ( スペイン)
  - スウェーデンイェルム家（ スウェーデン）
- 15日
  - ストレンジャーズ・キス（ アメリカ合衆国）
- 16日
  - セックスと嘘とビデオテープ ( アメリカ合衆国)
  - シー・オブ・ラブ（ アメリカ合衆国）
  - エディ・マーフィー/ロウ（ アメリカ合衆国）
  - トーチソング・トリロジー（ アメリカ合衆国）
  - 美しすぎて ( フランス)
  - 賭博師ボブ ( フランス)
  - ニュー・シネマ・パラダイス ( イタリア/ フランス)
  - 怒りのサンダー/最後の決戦 ( イタリア/ 西ドイツ)
  - ブラック・コブラ2 （ イタリア/ フランス）
  - ドル（ スウェーデン）
  - 友達（ 日本/ スウェーデン）
  - 女の顔　（ スウェーデン）
  - ゴジラvsビオランテ（ 日本）
  - ノーライフキング（ 日本）
  - きまぐれオレンジ☆ロード（ 日本・アニメ）
- 22日
  - ロミュアルドとジュリエット ( フランス)
- 23日
  - ミステリー・トレイン ( アメリカ合衆国)
  - ランページ/裁かれた狂気（ アメリカ合衆国）
  - 今ひとたび（ アメリカ合衆国）
  - デビルジャンク（ アメリカ合衆国）
  - セイ・エニシング（ アメリカ合衆国）
  - ハーレム・ナイト（ アメリカ合衆国）
  - レッツ・ゲット・ロスト（ アメリカ合衆国）
  - クロス・マイ・ハート ( フランス)
  - ワルプルギスの夜　（ スウェーデン）
  - 一夜かぎり　（ スウェーデン）
  - 続・西太后 ( 中国/ イギリス領香港)
  - ウォータームーン（ 日本）
  - ファンシイダンス（ 日本）
  - 公園通りの猫たち（ 日本）
- 27日
  - 男はつらいよ ぼくの伯父さん（ 日本）
  - 釣りバカ日誌2（ 日本）
- 30日
  - ソルジャー・ハンティング ( イタリア)
  - ライジング・ストーム（ イタリア）
  - 人獣戯画 ( スペイン)